# Polow da Don
Polow-Freache Jamal Fincher Jones, más conocido como Polow da Don, es un productor musical estadounidense, originario de Atlanta, que ha cobrado fama desde fines de 2005 y comienzos de 2006, por el éxito de los sencillos que ha producido para artistas como Ludacris, Will Smith, Jamie Foxx, Ciara, Kelly Rowland, Christina Aguilera, Fergie, Rich Boy, Kelis, Nas, Usher, Nelly, G-Unit y Mario.

## Producciones

### 2004
"Fallen (Zone 4 Remix) también conocida como (Polow Da Don Mix)" de Mya con Chingy
"Back in the Mud (Zone 4 Remix) también conocida como (Urban Mix)" de Bubba Sparxxx con Sean Paul de YoungBloodz, Pastor Troy y Rich Boy

### 2005
| Will Smith - Lost and Found - 02. "Party Starter" con Ludacris Jamie Foxx - Unpredictable - 03. "DJ Play a Love Song" con Twista Ludacris - The Red Light District - 13. "Pimpin' All Over the World" con Bobby Valentino (producida con Donnie Scantz) | Keyshia Cole - The Way It is - 11. "Superstar" con Metro City Snoop Dogg - 00. "Break a Nigga Off" con Gangsta Boo, Lil' Fate y Rich Boy |

### 2006
| Field Mob - Light Poles and Pine Trees - 04. "Baby Bend Over" - 10. "At the Park" con Keri Hilson Fergie - The Dutchess - 04. "London Bridge" - 07. "Glamorous" con Ludacris Pussycat Dolls - PCD - 05. "Buttons" (producida con Sean Garrett) Ludacris - Release Therapy - 13. "Runaway Love" con Mary J. Blige Ciara - The Evolution - 04. "Promise" - 11. "Bang It Up" - 21. "Promise" [Go and Get Your Tickets Mix] con R. Kelly [Bonus Track] Kelis - Kelis Was Here - 06. "Blindfold Me" con Nas (producida con Sean Garrett) Jibbs - Jibbs feat. Jibbs - 05. "Let's Be Real" con J. Valentine - 11. "Bring It Back" | Mario - Go - 02. "Crying out for Me" Mya - 00. "Shake It" Lil' Fizz - 00. "Tears" con Bobby Valentino Young Argo - 00. "Where I'm from" con Bow Wow - 00. "Lock Down" con C-Bo Chilli - 00. "Straight Jack" con Missy Elliott J. Valentine - 00. "Keep It Goin'" con Keak da Sneak Flipsyde - 00. "Happy Birthday" [Polow da Don Remix] Medina - 00. "Number Man" |

### 2007
| Ciara - 00. "Get Up" [Remix] Kelly Rowland - Ms. Kelly - 01. "Like This" con Eve Young Buck - Buck the World - 05. "Get Buck" Lloyd - Street Love - 13. "StreetLove" Rich Boy - Rich Boy - 02. "Role Models" con David Banner y Attitude - 03. "Boy Looka Here" - 04. "Throw Some D's" (producida con Butta) - 06. "Good Things" con Keri Hilson y Polow da Don - 08. "Touch That Ass" - 09. "On the Regular" - 13. "Lost Girls" con Keri Hilson y Rock City (producida con Aqua) - 14. "Ghetto Rich" con John Legend - 15. "Let's Get This Paper/Balla Life" [Hidden Track] Eve - 00. "Fantasy" con Robin Thicke Big P - 00. "Breathe" R. Kelly - 00. "I Like Love" - 00. "Ringtone" Bone Thugs-N-Harmony - 00. "Assurance" (Bonus Track de iTunes) Gia Farrell - 00. "Next" | Stat Quo - 00. "Hot Sauce" Fabolous - From Nothin' to Somethin' - 08. "Real Playa Like" con Lloyd Nicole Scherzinger - Her Name is Nicole - 00. "Baby Love" [Zone 4 Remix] con will.i.am - 03. "Who's Gonna Love You" - 13. "Whatever U Like" con T.I. Gucci Mane - 00. "I Know Why" con Pimp-C y Rich Boy Fantasia - Fantasia - 00. "When I See U" [Remix] con Polow da Don y Young Jeezy UTP - 00. "1st Piece" con Juvenile y Rich Boy Hot Rod - 00. "Bump My Shit" will.i.am - Songs About Girls - 04. "She's a Star" - 12. "Dynamic Interlude" - 13. "Ain't It Pretty" Tru-Life - 00. "This is the Life" con Tara Lynne - 00. "Tears" con Bobby Valentino Lost on Land - 00. "24's" Slim Thug - 00. "Let Me Grind" con TGT |

### 2008
| Usher - Here I Stand - 00. "Love in This Club" con Young Jeezy - 00. "Angel" con Nelly - 00. "Lights, Camera, Action" Nelly - Brass Knuckles - 00. "Party People" con Fergie Chris Brown - Exclusive: Forever Edition - 00. "Forever" Snoop Dogg - Ego Trippin' - 20. "Why Did You Leave Me" con Chily Chil (producida con Hitboy) | Smitty - 00. "Ridiculous" con Trae Jebiz - Preuve De Son - 06. "All The Time" Nas - Nigger - 00. "My Legacy" Flo Rida - Mail on Sunday - 07. "Ms. Hangover" Gucci Mane - The State VS Radric Davis - 08. "Spotlight" con Usher |

### 2010
| Christina Aguilera - 01. "Not Myself Tonight" - 02. "End Of World" - 03. "Nature Forces" - 04. "Starlight" |